# Alexander Davidenko
Alexander Davydenko (Odesa, 13 de abril de 1899 - Moscú, 1 de mayo de 1934) fue un compositor ruso.
Discípulo de Reinhold Glière, en 1925 fue uno de los fundadores del Colectivo de Producción del Conservatorio de Moscú. Fue una de las personalidades más representativas de la cultura musical soviética posrevolucionaria y desde 1929 hasta 1932 formó parte de la Asociación de Músicos Proletarios.
Su nombre estuvo especialmente vinculado al desarrollo y difusión de la canción popular, en la que, a pesar inspirarse en la ideología revolucionaria y en los acontecimientos del momento, demostró su fidelidad a la tradición, proponiendo nuevas versiones, magistralmente reelaboradas, de las más auténticas melodías rusas desde el período antiguo hasta el siglo XIX.
En su activo cuenta con muchas composiciones de cámara, una ópera, inspirada en la Revolución rusa de 1905, y un oratorio.